# 閃光のPRISONER
「閃光のPRISONER」（せんこうのプリズナー）は、南里侑香の楽曲。南里の7枚目のシングルとして2014年2月5日にflying DOGから発売された。

## 概要
前作「BLOODY HOLIC」から約6か月ぶりのリリースとなる。「閃光のPRISONER」は、音楽クリエイターチームのElements Gardenが楽曲制作を手掛け、テレビアニメ『魔法戦争』のオープニングテーマとして使用された。

## 収録曲
1. 閃光のPRISONER [4:30] 
作詞：唐沢美帆、作曲：母里治樹（Elements Garden）、編曲：岩橋星実（Elements Garden）
  - テレビアニメ『魔法戦争』オープニングテーマ
2. ぬくもり [4:50] 
作詞・作曲：渡和久、編曲：風味堂、歌：南里侑香 with 風味堂
3. 閃光のPRISONER（without vocal）
4. ぬくもり（instrumental）